# NGC 464
NGC 464 este o stea dublă situată în constelația Andromeda. A fost înregistrată în anul 1882 de către Ernst Wilhelm Leberecht Tempel.